# Like That
«Like That» — песня американских рэпера Фьючера, продюсера Metro Boomin и рэпера Кендрика Ламара. Она была отправлена на радио США через Wilburn Holding Co., Boominati Worldwide, Epic Records и Republic Records в качестве третьего сингла с совместного студийного альбома двух рэперов We Don’t Trust You 26 марта 2024 года. Будучи дисс-треком, направленным на коллег-рэперов Дрейка и Джей Коула, песня получила положительные отзывы критиков, которые в основном хвалили исполнение Ламара.
Сингл дебютировал на первом месте в США в Billboard Hot 100 и стал 3-м чарттоппером для Фьючера и для Кендрика Ламара.

## История
6 октября 2023 года Дрейк выпустил песню «First Person Shooter» в рамках своего альбома For All the Dogs, совместно с рэпером Джей Коулом, в которой последний называет двух рэперов и Кендрика Ламара «большой тройкой» рэп-музыки. Кроме того, в декабре 2023 года Дрейк косвенно назвал Metro Boomin «твиттером и удалителем» после того, как тот опубликовал в Twitter твит, направленный против него.

## Композиция и лирика
«Like That» — это «задорный» трек в стиле трэп и хардкор-хип-хоп, движимый «быстрыми» и «уникально южными» ударными, а также «угрожающей» басовой линией. В нём использованы образцы двух песен: Rodney-O & Joe Cooley «Everlasting Bass» (1988) и Eazy-E «Eazy-Duz-It» (1989). Metro Boomin, который очень восхищался первой упомянутой группой, связался с Rodney-O через его звукозаписывающие компании и попросил его разрешения использовать ускоренный сэмпл в «Like That». Он согласился, прослушав версию песни, которая обрывалась перед началом куплета Ламара.
Лирически Ламар использует своё неожиданное появление, чтобы напрямую ответить на «First Person Shooter», читая рэп: «Да, вставай со мной, „фак“ подлый диссинг / „First Person Shooter“». Он также отверг идею Джей Коула о том, что три рэпера представляют хип-хоп как «большая тройка», и заявил, что он один занимает первое место: «Motherfuck the big three, nigga it’s just big me». На протяжении всего куплета Ламар сравнивает своё соперничество с Дрейком с враждой Принса с Майклом Джексоном («What? I’m really like that / And your best work is a light pack / Nigga, Prince outlived Mike Jack»). Дрейк неоднократно сравнивал себя с Майклом Джексоном, включая финальный куплет «First Person Shooter», а Ламар аналогично сравнивал себя с Принсом. Ламар также ссылается на группу The Click («Niggas clickin' up, but K.Dot be legit / No 40 Water») и роман Стивена Кинга 1983 года «Кладбище домашних животных» («Fore all your dogs gettin' buried / That’s a K with all these nines / He gonna' see Pet Sematary»).

## Отзывы
Анхель Диас из Billboard назвал «Like That» третьей лучшей песней We Don’t Trust You. Диаз написал, что трек представляет собой «хип-хоп в чистом виде» и назвал его «тезисом альбома».
Эндрю Сачер из BrooklynVegan утверждал, что появление Ламара ощущается как «событие» и «ещё одно великое событие», так как он появляется на треке в «режиме „грудь нараспашку“, без всякого дерьма». Карл Ламарр из Billboard считает, что Ламар появился на треке с «яростью» и при этом исполнил «взрывной куплет». Александр Коул из HotNewHipHop назвал бит идеально подходящим для Фьючера, «который скользит по треку в начале и в конце». Дилан Грин из Pitchfork считает: «Именно приглашённый Кендрик Ламар обеспечивает шоустоппинг песни, отбрасывая терапевтический малаизм Mr. Morale & the Big Steppers 2022 года в пользу прямого обращения к современникам Джей Коулу и Дрейку после нескольких лет сублиминалов».

## Награды и номинации
| Организация        | Год  | Категория                     | Результат | Ссылка |
| ------------------ | ---- | ----------------------------- | --------- | ------ |
| BET Hip Hop Awards | 2024 | Song of the Year              | Номинация | [ 13 ] |
| BET Hip Hop Awards | 2024 | Best Collaboration            | Победа    | [ 13 ] |
| BET Hip Hop Awards | 2024 | Sweet 16: Best Featured Verse | Победа    | [ 13 ] |
| Grammy Awards      | 2025 | Best Rap Performance          | Номинация | [ 14 ] |
| Grammy Awards      | 2025 | Best Rap Song                 | Номинация | [ 14 ] |

## Коммерческий успех
6 апреля 2024 года сингл дисс-сингл дебютировал на первом месте Billboard Hot 100 и стал 3-м чарттоппером для Фьючера, первым номером один для Metro Boomin (его 1-й номер один как исполнителя, но 3-й как автора и продюсера) и 3-м чарттоппером для Кендрика Ламара.
Сингл занял первое место в чарте Billboard Streaming Songs, став четвертой песней Ламара, третьей песней Future и первой песней номер один Metro. Это была самая большая дебютная неделя для трека со времен сингла Тейлор Свифт «Anti-Hero» 2022 года (59,7 млн), и лучшая неделя потокового вещания для хип-хоп песни со времен сингла Дрейка «Way 2 Sexy» 2021 года при участии Future и Young Thug (67,3 миллиона). Кроме того, эта песня заработала самую большую неделю потокового вещания среди всех песен в США в 2024 году, а также набрала больше всего потоков за одну неделю с момента выхода сингла Майли Сайрус «Flowers» в 2023 году (59,7 миллиона потоков за вторую неделю чарта).

## Чарты
| Чарт (2024)                           | Высшая позиция |
| ------------------------------------- | -------------- |
| Австралия (ARIA)                      | 8              |
| Австралия Hip Hop/R&B (ARIA)          | 1              |
| Австрия (Ö3 Austria Top 40)           | 18             |
| Канада (Billboard Canadian Hot 100)   | 1              |
| Чехия (Singles Digitál Top 100)       | 23             |
| Финляндия (Suomen virallinen lista)   | 32             |
| Германия (GfK)                        | 65             |
| Мир (Billboard Global 200)            | 1              |
| Венгрия (Single Top 40)               | 23             |
| Ирландия (IRMA)                       | 10             |
| Италия (FIMI)                         | 76             |
| Литва (AGATA)                         | 8              |
| Нидерланды (Single Top 100)           | 31             |
| Новая Зеландия (Recorded Music NZ)    | 2              |
| Норвегия (VG-lista)                   | 13             |
| Португалия (AFP)                      | 11             |
| Словакия (Singles Digitál Top 100)    | 13             |
| Швеция (Sverigetopplistan)            | 46             |
| Великобритания (OCC UK Singles)       | 6              |
| Великобритания (OCC UK Hip Hop/R&B)   | 1              |
| США (Billboard Hot 100)               | 1              |
| США (Billboard Hot R&B/Hip-Hop Songs) | 1              |
| США (Billboard Pop Airplay)           | 34             |
| США (Billboard Rhythmic)              | 1              |

## Сертификации
| Регион | Сертификация  | Продажи   |
| --- | ------------- | --------- |
| Австралия (ARIA) | Платиновый    | 70 000    |
| Канада (Music Canada) | 3× Платиновый | 240 000   |
| Новая Зеландия (RMNZ) | Платиновый    | 30 000    |
| Польша (ZPAV) | Золотой       | 25 000    |
| Португалия (AFP) | Золотой       | 5000      |
| Швейцария (IFPI Switzerland) | Платиновый    | 30 000    |
| Великобритания (BPI) | Серебряный    | 200 000   |
| Стриминг |               |           |
| Греция (IFPI Greece) | Золотой       | 1 000 000 |
| Данные о продажах + прослушиваниях приведены только на основе сертификации. · Данные только о прослушиваниях приведены на основе сертификации. |               |           |